# Kolonia Wschodnia (Mikułowice)
Kolonia Wschodnia – część wsi Mikułowice w Polsce, położona w województwie świętokrzyskim, w powiecie buskim, w gminie Busko-Zdrój.
W latach 1975–1998 Kolonia Wschodnia administracyjnie należała do województwa kieleckiego.